# Zalivska mačka
Zalivska mačka (znanstveno ime Catopuma badia) je majhna divja mačka, ki prebiva na otoku Borneo, kjer velja za endemično vrsto. Od leta 2002 je na Rdečem seznamu IUCN označena kot prizadeta vrsta, saj naj bi v naravi prebivalo le slabih 2500 spolno zrelih osebkov, medtem ko naj bi velikost populacije v preteklosti že upadala. Zalivska mačka velja za redko mačjo vrsto in tudi svoj naravni habitat naseljuje z majhno gostoto osebkov.

## Taksonomija in sorodnost
Prvotno znanstveno ime te vrste, ki ga je leta 1874 predlagal britanski zoolog John Edward Gray, je bilo Felis badia. Edward Gray je opisal mačkin kožuh in lobanjo, ki jo je dobil od biologa Alfreda Russla Wallaca leta 1856. Na samem začetku je predvideval, da ima pred seboj mladiča druge mačje vrste, Temminckove zlate mačke (Catopuma temminckii). V letu 1932 je Britanec Reginald Innes Pocock vrsto uvrstil v rod Badiofelis, kasneje je bilo rodovno ime spremenjeno v Catopuma.
Leta 1992 so raziskovalci pridobili vzorce tkiva in mačje krvi, ki so jih zatem analizirali, genetske raziskave pa so potrdile tesno sorodstvo s prej omenjeno Temminckovo zlato mačko. Evolucijska veja rodu Catopuma naj bi se od ostalih mačk odcepila pred 4,9 – 5,3 milijoni let, kar je veliko pred geološko ločitvijo Bornea od celinskega dela Azije.
Uvrstitev zalivske mačke v rod Catopuma je bila splošno sprejeta vse do leta 2006, ko so strokovnjaki predlagali, da bi obe mačji vrsti tega rodu premaknili v rod Pardofelis, kamor spada marmorna mačka (Pardofelis marmorata), s katero sta mački v tesnem sorodstvu.

## Značilnosti
Zalivska mačka je precej manjša od Temminckove zlate mačke. Njena dlaka je svetlo kostanjeve barve, medtem ko je kožuh okončin in repa nekoliko svetlejši ter bolj rdečih odtenkov. Rep je podaljšan, na spodnji strani zadnjega dela bolj čokat in svetlejše barve, konica ima majhno črno pego. Ušesa so zaokrožena, na zunanji strani jih pokriva dlaka temnejše rjave barve, njihova notranjost je svetlejših odtenkov.
Kratka zaokrožena glava je temno rjave barve, pri očeh se začenjata dve temnejši progi, na zadnjem delu glave pa je temnejši predel v obliki črke M. Zadnji del ušes je temno siv in nima osrednjih svetlih peg, ki so vidne pri mnogih drugih mačjih vrstah. Spodnji del brade je bel, na licih sta dve slabo vidni rjavi progi. Telesna konstitucija in precej dolg rep dajeta mački videz južnoameriškega jaguarundija (Herpailurus yagouaroundi).
Od leta 1874 do 2004 je bilo izmerjenih le 12 primerkov, katerih povprečna skupna dolžina glave in telesa je bila od 49,5 do 67 centimetrov, medtem ko je rep meril od 30,0 do 40,3 centimetrov. Odrasli naj bi tehtali od 3 do 4 kilograme, četudi podatki niso popolnoma zanesljivi, ker je bilo preučenih premalo živih osebkov.

## Razširjenost
Zalivska mačka je endemična vrsta, ki jo najdemo le na indonezijskem otoku Borneo. V poznem 19. stoletju so med ljudmi krožili le kožuhi sedmih zalivskih mačk, prvi živeč primerek pa je bil ulovljen v letu 1992. Mačko so ujeli na indonezijski meji in jo v izredno slabem stanju prinesli v muzej Sarawak, ki se nahaja na otoku Borneo.
Skoraj vsa zabeležena opazovanja živečih posameznikov zalivske mačke poročajo, da naj bi bile živali najdene v bližini različnih vodnih teles, kot so reke in gozdovi mangrov. Zaradi tega sklepajo, da je življenjski način te mačje vrste tesno povezan s takšnimi habitatnimi tipi.

## Ekologija in vedenje
K izredno redkih opazovanjem zalivske mačke naj bi veliko pripomogli relativno majhna populacijska gostota, prikrito vedenje in pretežno nočna aktivnost. Kamere, ki so jih v mačkinem naravnem habitatu postavili v letih 2003–2006, so zaznale le eno mačko na vsakih 5034 nočnih snemanj.
Lokalni zbiratelj živali naj bi decembra 2003 v svojo past pomotoma zajel dve zalivski mački, pri čemer naj bi šlo za dva med seboj ločena dogodka, saj mački nista bili ujeti hkrati. Poročal je, da naj bi mački vdrli v njegov aviarij in napadli tam živeče fazane. Kasneje naj bi ena izmed teh dveh mačk v ujetništvu poginila, medtem ko je bila druga izpuščena.
O prehrani in razmnoževalnih navadah te mačje vrste za zdaj ni znanih podatkov.

## Grožnje
Zalivska mačka je življenjsko odvisna od gozda in jo zato še posebej ogroža uničevanje njenega habitata ter izsekavanje bornejskih gozdov. Med ključne grožnje tej mačji vrsti spadata lesna industrija in plantaže palmovega olja, za katere se pričakuje, da naj bi se v prihodnosti zaradi potrebe po ekoloških gorivih (biogorivih) še povečale. Otok Borneo ima eno izmed največjih ravni intenzitete izsekavanja gozdov, saj so okoli leta 1980 gozdovi pokrivali skoraj tri četrtine otoka, leta 2005 pa le še dobrih 52 odstotkov.
Veliko grožnjo za zalivsko mačko predstavlja tudi črni trg z živalmi, saj je vrsta visoko cenjena prav zaradi svoje splošno znane redkosti. Mačko naj bi lovili zaradi njenega kožuha, nekateri pa naj bi jo kupovali kot hišnega ljubljenčka.